# Поликлет
Поликлет је вајар из класичног периода у уметности старе Грчке. Он је заједно са Фидијом, Мироном и Кресиласом створио грчки класични стил.

## Биографија
Иако није сачувано ни једно његово оригинално дело, писани изводи наводе на римске мермерне копије Поликлетових скулптура, преко којих познајемо његово дело. Кључни елемент његовог стила је употреба опуштене и избалансиране позе измештеног тежишта, која је данас позната као контрапост. Контрапост је допринео дотад невиђеној натуралности скулптуре, што га је учинило славним. Најпознатије су његове скулптуре богова и атлетичара, ливене у бронзи, поред монументалне статуе богиње Хере начињене од слоноваче и злата - Хризелфантинска техника.
Поликлет је свесно створио нови приступ скулптури - написао је дело о пропорцијама - Канон, где је до детаља разрадио прпорцију и анатомију тела. Чак је излио у бронзи статуу младића као практичан пример свог канона. Нажалост, скулптура није сачувана. Из писаних извора сазнајемо да је, према Поликлету, скулптура требало да буде састављена од јасно дефинисаних и пропорционалних делова, базираних на идеалној математичкој пропорцији и равнотежи. Јасно је да се јако ослањао на Питагору и интервале музичке скале.
Поликлет и Фидија представљају прву генерацију грчких скулптора који су имали своју школу. Поликлетова школа је трајала бар три генерације. Познато је двадесетак скулптора који су потекли из ове школе, а издвајају се по примени принципа равнотеже и диференцијације појединих делова. Најпознатији ученици су били Скопас и Лисип.
Његов син, Поликлет млађи, живео је у 4. в. п. н. е. Иако је био такође скулптор, највећу славу је постигао као архитекта. Он је пројектовао велико позориште у Епидаурусу.

## Одабрана дела
- Дорифорос (копљоноша), 450-440. п. н. е. - узор отелотворења класичног иеала људске лепоте.
- Амазонка
- Хера
- Дискофорос
- Дијадуменос
- Хермес
- Астрализонтес